# Baja California (colonie)

Teritoriul provinciei Baja California.

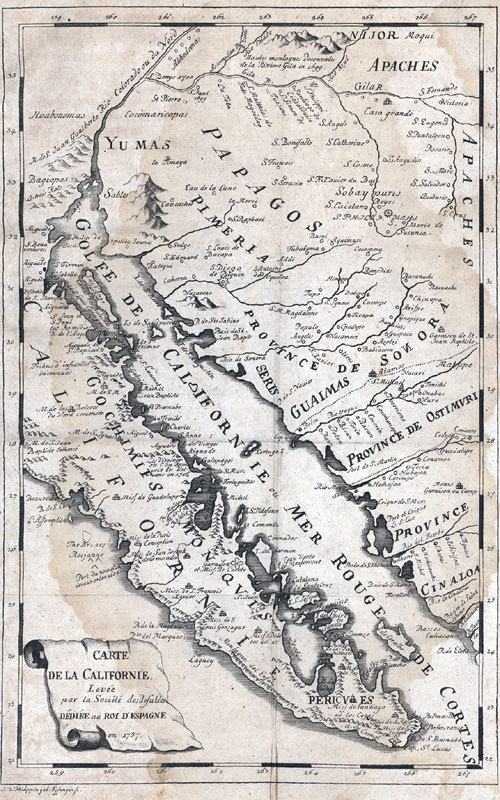
Harta Californiei la 1766

Baja California (în spaniolă, Baja California) era o provincie a Viceregatului Noua Spanie. Creată în urma divizării provinciei Californiile în 1804, ea a devenit un teritoriu al Primului Imperiu Mexican la obținerea independenței în 1821, și Teritoriul Baja California începând cu 1824.